# Pinus douglasiana
Pinus douglasiana Martínez – gatunek drzewa iglastego z rodziny sosnowatych (Pinaceae). Występuje w Meksyku, głównie w Jalisco, Michoacán, México i w północnym Morelos.
W niektórych ujęciach systematycznych P. douglasiana jest synonimem wcześniej opisanego gatunku Pinus gordoniana Hartweg ex Gordon (1847).

## Morfologia
PokrójDrzewo o zaokrąglonej i gęstej koronie. Niższe gałęzie ma poziome, górne lekko wzniesione. Korona młodych drzew gęsta, stożkowata.
PieńOsiąga wysokość 30–35 m i średnicę 50–75 cm. Kora chropowata, łuszcząca się, czerwono-brązowa.
LiścieZebrane po 5 na krótkopędach, o długości 20–30 cm, brzegiem drobno ząbkowane.
SzyszkiJajowate, o długości 7–10 cm. Nasiona są ciemnobrązowe, o długości 4–5 mm, opatrzone skrzydełkiem o długości 25 mm.

## Biologia i ekologia
W liściach znajdują się po trzy kanały żywiczne i dwie wiązki przewodzące. Siewka wykształca zazwyczaj siedem lub osiem liścieni.
Występuje przeważnie na wysokościach 1400–2500 m n.p.m., rzadziej spotykana niżej – schodzi do 1100 m, i wyżej – do 2700 m). Rośnie w lasach sosnowych i sosnowo-dębowych, na najwyższych stanowiskach towarzyszą jej świerki i jodły lub Cupressus lusitanica.
Pinus douglasiana jest gospodarzem roślin pasożytniczych: Arceuthobium globosum subsp. grandicaule oraz Cladocolea cupulata Kuijt.

## Systematyka
Pozycja gatunku w obrębie rodzaju Pinus:
- podrodzaj Pinus
  - sekcja Trifoliae
    - podsekcja Ponderosae
      - gatunek P. douglasiana

Przeważnie systematycy wyróżniają P. douglasiana Martínez jako odrębny gatunek. Niektórzy jednak twierdzą, że P. douglasiana opisana przez Martíneza w 1943 roku jest synonimem gatunku Pinus gordoniana Hartweg ex Gordon opisanego wcześniej, bo w roku 1847. Wskazuje na to ilustracja Hartwega bardzo charakterystycznych szyszek tego taksonu oraz lokalizacja okazu typowego (wyższe zbocza Cerro de San Juan w pobliżu Tepic, w stanie Nayarit w Meksyku, ok. 21°27'N 104°58'W) – w zasięgu występowania P. douglasiana, a poza zasięgiem P. montezumae. P. gordoniana bywa wyróżniana w randze odmiany P. montezumae var. gordoniana (Hartw. ex Gordon) Silba, także w połączeniu z odmianą P. m. var. lindleyi, jednak różnice w budowie sugerują, że takson ten należy traktować jako odrębny od P. montezumae.
Pinus douglasiana jest bardzo podobna do Pinus maximinoi, przez co często jest błędnie klasyfikowana w zielnikach.

## Zagrożenia
Międzynarodowa organizacja IUCN umieściła ten gatunek w Czerwonej księdze gatunków zagrożonych, ale przyznała mu kategorię zagrożenia LC (least concern), uznając go za gatunek najmniejszej troski, o niskim ryzyku wymarcia. Klasyfikację tę utrzymano w kolejnym wydaniu księgi w 2013 roku.